# Ottavio Leoni

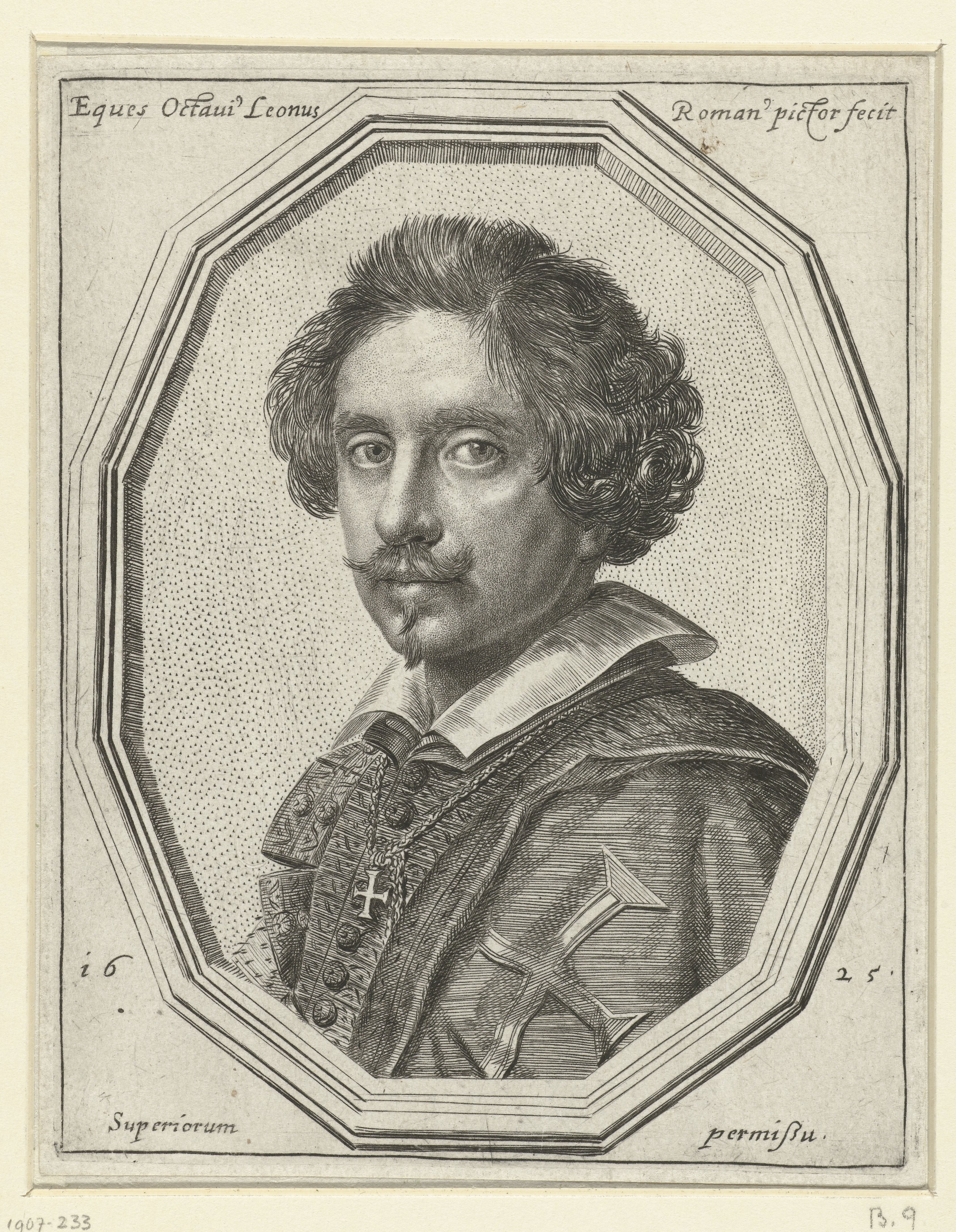
Zelfportret

Ottavio Leoni (Rome, 1578 - Rome, 1630) was een Italiaans schilder en tekenaar uit de vroege Barok, vooral actief in Rome.
Leoni werd in eerste instantie door zijn vader Lodovico Leoni opgeleid. Hij schilderde altaarstukken voor Romeinse kerken zoals een Annunciatie voor de Sant'Eustachio, een Maagd en kind met Sint Giacinto voor de Santa Maria della Minerva, en een Heilige Carlo, Francesco e Nicola voor de Sant’ Urbano. Hij werd lid en later voorzitter van de academie van de Accademia di San Luca. Ottavio Leoni heeft naast zijn altaarstukken ook een aantal portretten van kunstenaars en wetenschappers gemaakt.
- Auckland Art Gallery Toi o Tāmaki: 908
- Biblioteca Nacional de España: XX1152902
- Bibliothèque nationale de France: cb14331719f (data)
- Gemeinsame Normdatei: 123700035
- International Standard Name Identifier: 0000 0001 1821 7855
- KulturNav: 5f572e7a-bca5-452d-adc4-707a1e5f9f91
- Library of Congress Control Number: nr2003000171
- National Gallery of Victoria: 3450
- Nationale Bibliotheek van Israël: 987007515377705171
- Réseau des bibliothèques de Suisse occidentale: 02-A013980855
- RKD-Nederlands Instituut voor Kunstgeschiedenis: 49464
- SNAC: w6pz6mmg
- Système universitaire de documentation: 160379512
- Museum of New Zealand Te Papa Tongarewa: 1354
- Union List of Artist Names: 500001403
- Virtual International Authority File: 86894108
- WorldCat: E39PBJrRjtxXjypCgMPP9fYByd